# Pierre-Luc Séguillon
Pierre-Luc Séguillon (Nancy, 13 settembre 1940 – Parigi, 31 ottobre 2010) è stato un giornalista francese.
Giornalista politico della stampa e della radiotelevisione francese, dal 1980 al 1983 sedette seggio nel collettivo di politica estera del Partito Socialista e fu eletto vicepresidente del World Peace Council e successivamente segretario nazionale del Movimento per la pace.

## Biografia
Figlio di Pierre-Luc Séguillon, dopo aver conseguito una licenza in lingua araba all'Istituto francese di Damasco e alla Facoltà di lettere di Lione e una licenza in filosofia e teologia (Collegio teologico superiore di Évreux)), si laureò all'Istituto di lettere orientali dell'Université Saint-Joseph di Beirut.
Nel '67, aderì alla protesta collettiva di Lione control a politica nucleare e a favore dell'obiezione di coscienza all'interno del Groupe lyonnais de soutien aux «renvoyeurs» de livret militaire ("gruppo di Lione a supporto dei libretti militari") che presto sarebbe divenuto il "Gruppo d'azione e di resistenza alla militarizzazione" (Groupe d'action et de résistance à la militarisation).
Dal '70 all''83 fu giornalista, vicedirettore capo, poi caporedattore del settimanale Témoignage Christien. Dall''80 all''83, ha occupato un seggio nel collettivo di politica estera del Partito Socialista (in qualità di attivista), negli anni in cui era stato eletto segretario nazionale del Movimento per la pace e poi vicepresidente del World Peace Council. Dopo essere stato direttore della rivista L'Enjeu, nel 1983 entrò a far parte del TF1 per guidare il servizio politico. L'anno successivo condusse la rassegna stampa settimanale Midi. Dal 1985 al 1987, condusse con Anne Sinclair il programma Questions à domicile (Domande a domicilio).
Nel 1987, fu selezionato da La Cinq per diventare direttore editoriale e capo del servizio politico. Fino alla soppressione dell'emittente nel '92, condusse vari programmi, tra i quali il mensile La evidence par Cinq (dal 1987 al 1988), il settimanale Aparté' (dal 1989 al 1992), e, dal '96 al '97, lo spettacolo settimanale Regarde le monde per Canal J. Dal '93 al '94 fu il giornalista politico quotidiano dell'emittente radiofonica BFM e conduttore del programma culturale settimanale Sortie de Secours in onda sulla emittente TV Paris Première.
Nel 1994, ha partecipato alla creazione di LCIe, il canale televisivo di informazione continua del gruppo TF1. Fino al 2008 è stato editorialista politico, ospite di dibattiti politici e interviste. A settembre del '96, partecipò al programma domenicale d'informazione politica Le Grand Jury in onda su  Radio Télé Luxembourg. Dal '96 al 2002, fu presidente del consiglio di sorveglianza del settimanale Témoignage Christian. Dal 2003 al 2006, animò il programma J’ai aimé un cheval ("Mi è piaciuto un cavallo) in onda su Équidia, canale tematico specializzato nelle corse ippiche.
Dal 2004, curò una rubrica politica mensile nella rivista L'essentiel des Relations internationales. Quattro anni dopo, fu il presentatore di L'Esprit des Lettres, programma letterario mensile del canale TV cattolico KTO.
Quando a dicembre del 2008 LCI decise di non rinnovargli il contratto, fu assunto come editorialista politico da i>Télé del gruppo CNews..
Morì di cancro ai polmoni il 31 ottobre 2010 e fu tumulato nel cimitero della città di Tincey-et-Pontrebeau, nell'Alta Saona.
Pierre Luc Séguillon era sposato con Sylvie Séguillon, nata Schreyer, figlia di Jacques Schreyer, poeta e Anne Malard Schreyer, pittrice. La coppia ebbe quattro figli: Gaël, Erwan, Audren e Solen.